# モルディヴのハディージェ
Al-Sultana Khadeejah Sri Raadha Abaarana Mahaa Rehendhi (ディベヒ語: އައްސުލްޠާނާ ޚަދީޖާ ސިރީ ރާދަ އަބާރަނަ މަހާރެހެންދި) 或いはより有名な表記として レヒンディ・ハディージャ (ディベヒ語: ރެހެންދި ޚަދީޖާ)で知られる。レヒンディの意味はモルディブの スルターナである。1347年から1380年にかけて3度統治した（第20、22、24代スルタン）。彼女はイスラーム国家におけるもっとも早期の女性統治者の一人である。

## 生涯

### 最初の即位
ハディージャはスルタン・ジャラール・ウッディーン・ウマル（ウマル1世）の長女で、ラダファティ・カバディ・キレグの異母姉だった（ラダファティはハディージャの最後の統治の後に即位した）。ハディージャの最初の即位は、兄アフマド・シハーブ・ウッディーンを継いだ1347年のことである。1363年まで統治した。

### 2回目の即位
363年に彼女は宰相（ワズィール）兼夫であるモハンマド・アル・ジャマール・ウッディーンに廃位された。しかし、1364年に彼女は最初の夫を暗殺して復位した。2度目の在位は1364年から再び廃位される1374年まで続いた。1374年、2人目の夫で宰相でもあるアブド・イブン・ムハンマド・アルハドラミー（アブドッラー1世）が即位した。 

### 3回目の即位
廃位の3年後の1376年、彼女は2度目の夫のアブドッラー1世を暗殺し、最後の統治を開始した。1380年まで統治し、夫たちによる2度の廃位にもかかわらず、彼女は合計30年近く統治した。彼女の後は ラダファティ・カバディ・キレグ（ラダファティ）が継いだ。

## 史料
ハディージャの統治は以下の2種類の別個の史料によって検証されている。両史料の照合は家島彦一が『大旅行記 (5) (東洋文庫 (675))』で試みている。
- イブン・バットゥータ,イブン・ジュザイイ著『大旅行記』（1355年）
- ハサン・タージュ・ウッディーン『マルディブ群島の王統史』の校訂・訳注,1153年から1828/9年にわたるアラビア語による王統史。
  - The islamic history of the Maldive islands (Studia culturae Islamicae) by Ḥasan Tāj al-Dīn),Institute for the Study of Languages and Cultures of Asia and Africa (1982), ASIN B0007BP4KI,
  - The Islamic history of the Maldive Islands (Studia culturae Islamicae) - 2 Vol. Complete Set, by Ḥasan Tāj al-Dīn, Institute for the Study of Languages and Cultures of Asia and Africa (1984),ASIN B000IZBPCY